# 国家重大水利工程建设基金
国家重大水利工程建设基金是中华人民共和国缴入中央和地方国库的全国政府性基金。经国务院批准设立，2009年财政部会同国家发展改革委、水利部印发了《国家重大水利工程建设基金征收使用管理暂行办法》（财综〔2009〕90号）。该基金利用三峡工程建设基金停征后的电价空间设立，对除西藏自治区、国家扶贫开发工作重点县农业排灌用电以外的全国销售电量计征，用于解决南水北调工程建设资金缺口、三峡工程后续问题以及加强中西部地区重大水利工程建设。14个南水北调和三峡工程受益省份筹集的基金，全额上缴中央国库，由中央财政安排用于南水北调工程建设、三峡工程后续工作、支付三峡工程公益性资产运行维护费用和支付基金代征手续费；16个南水北调和三峡工程非受益省份筹集的基金，全额上缴省级国库，由相关省份安排用于本地重大水利工程建设。